# Daniel Buren

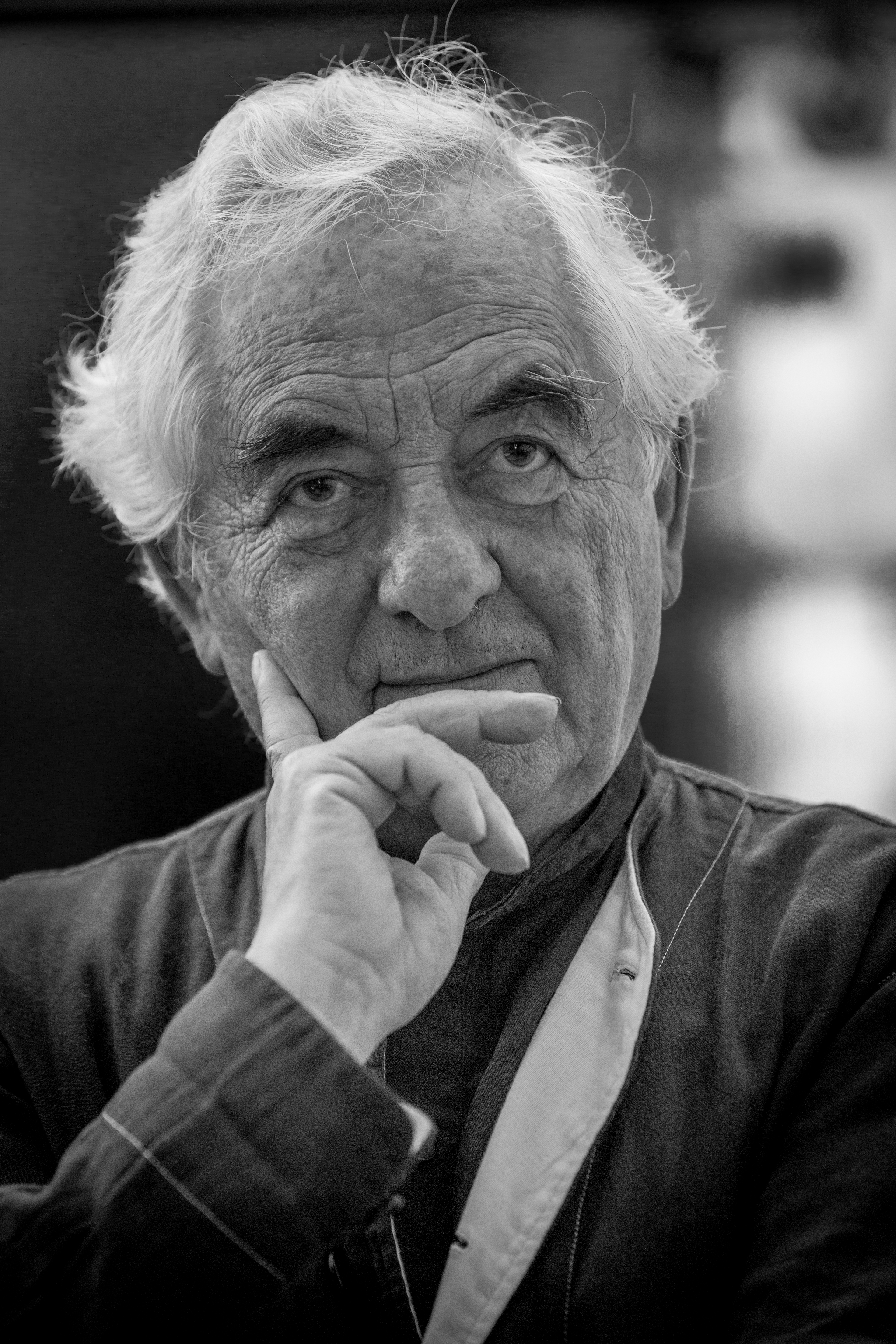
Daniel Buren, 2014

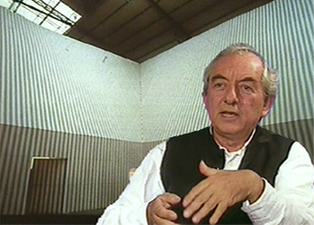
Daniel Buren, 1995

Les Anneaux, Nantes

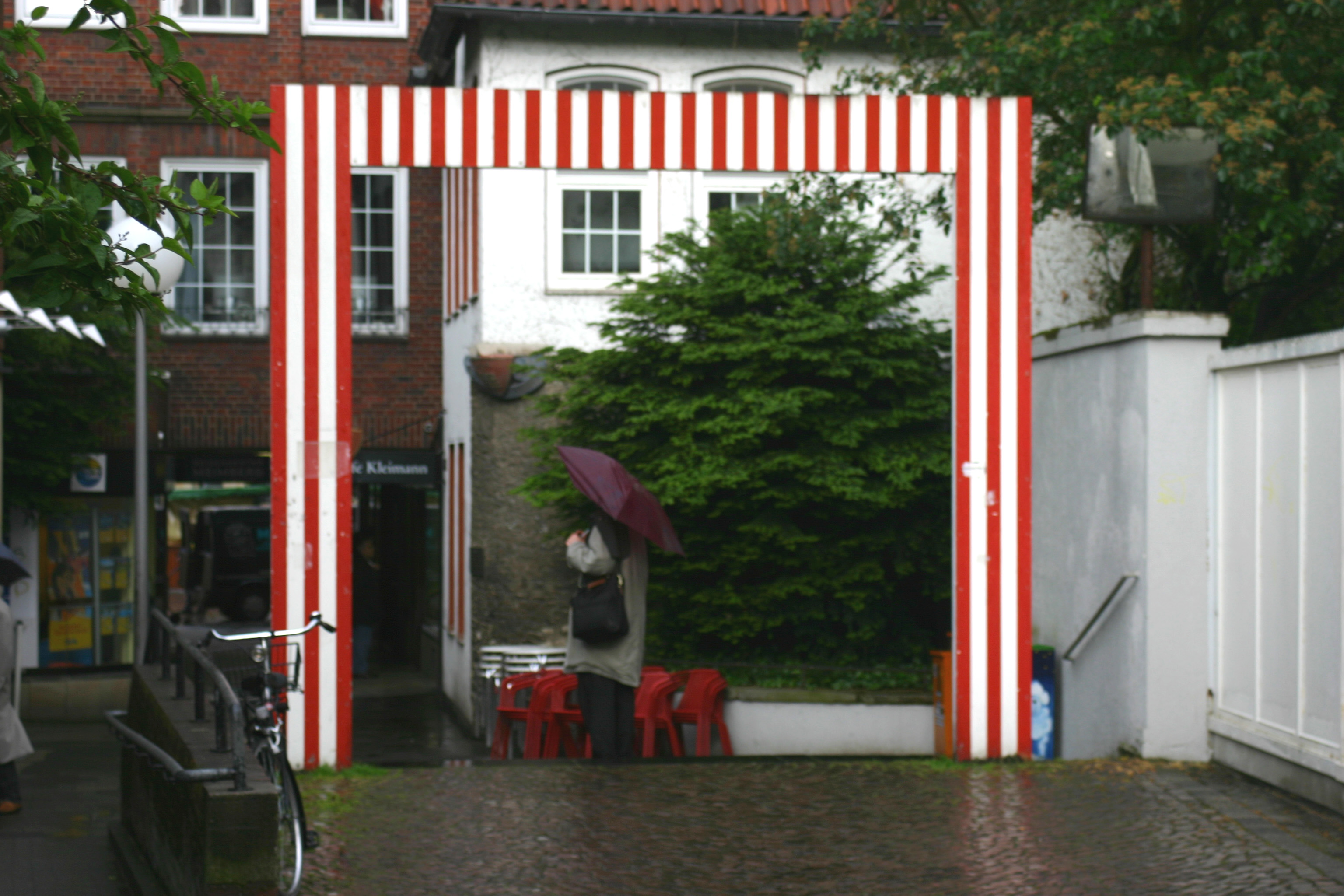
Tor Skulptur Projekte Münster 1987

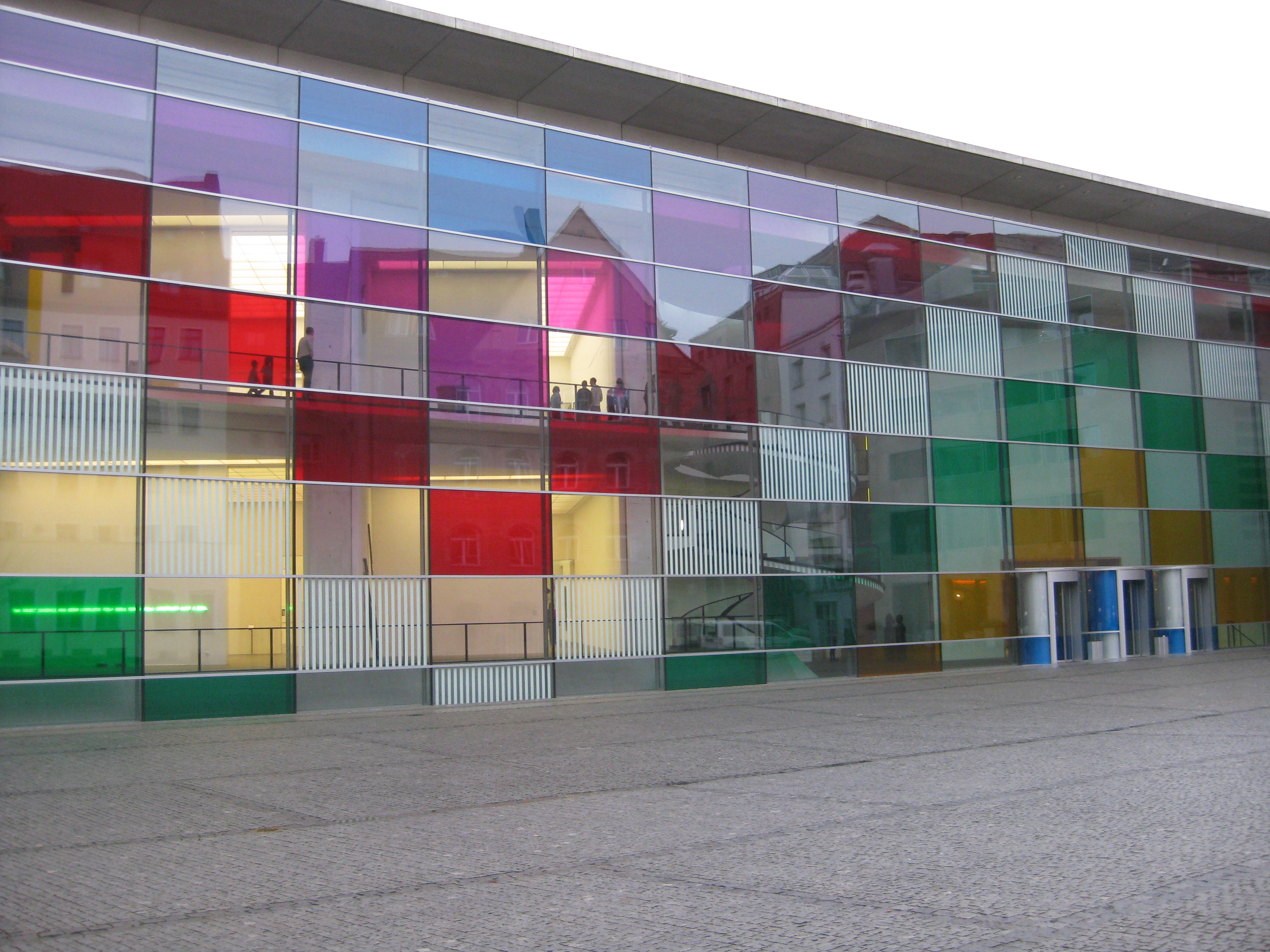
Fassade des Neuen Museums in Nürnberg farblich gestaltet von Daniel Buren, 2009

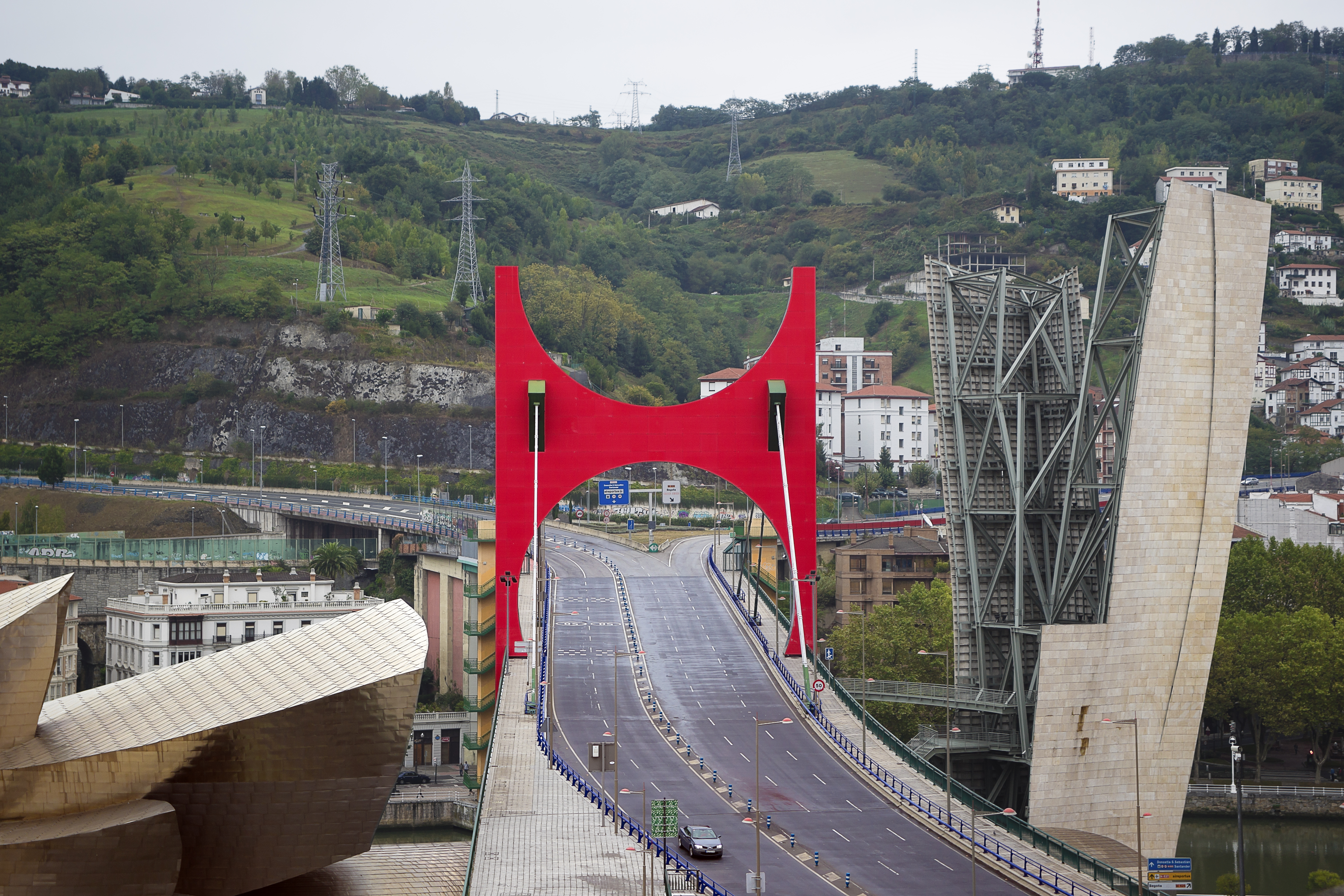
L'arc rouge- Guggenheim Museum Bilbao, 2011

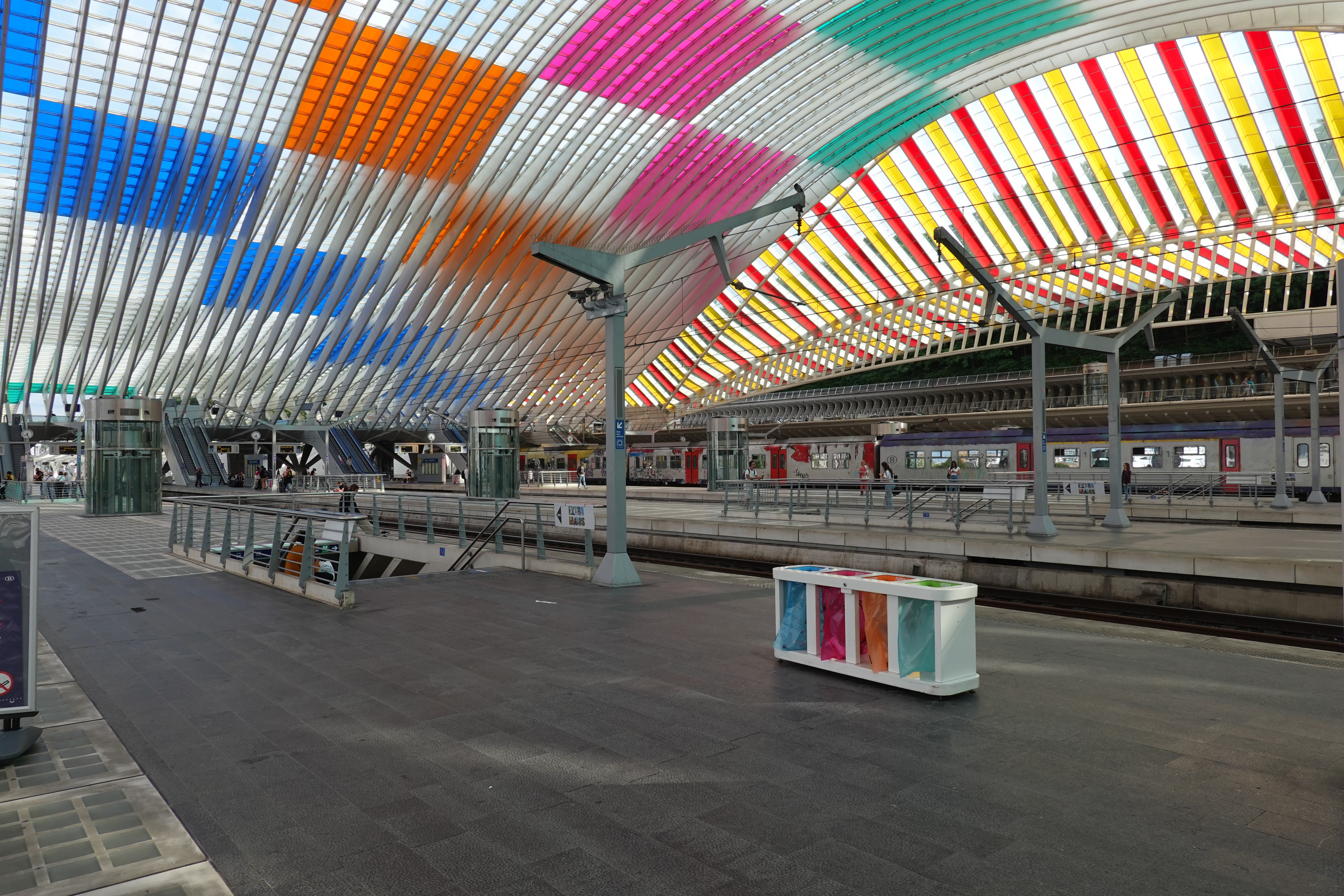
Installation im Bahnhof Liège-Guillemins in Lüttich, 2023

Daniel Buren (* 25. März 1938 in Boulogne-Billancourt bei Paris) ist ein französischer Maler und Bildhauer und gilt als Vertreter der analytischen Malerei und der Konzeptkunst.

## Leben
Daniel Buren studierte von 1957 bis 1960 Skulptur und Malerei an der École des Metiers d’Art in Paris. Nach einem kurzen Aufenthalt an der École Nationale Supérieure des Beaux Arts entschied er sich für die Malerei. Er war Teilnehmer der Documenta 5 in Kassel im Jahr 1972 in der Abteilung Idee + Idee/Licht und auf der Documenta 6 (1977) und der Documenta 7 im Jahr 1982 als Künstler vertreten. 1974 nahm er an ADA-Aktionen der Avantgarde in Berlin teil.
In Paris schloss er sich 1966 mit Niele Toroni und Michel Parmentier zu einer Künstlergemeinschaft zusammen, zu der sich etwas später Olivier Mosset gesellte. Im Jahr 1967 organisierte die kurzlebige und erst nach ihrer Auflösung von der Kritik BMPT (Buren, Mosset, Parmentier, Toroni) genannte Gruppe vier manifestations (frz.: Demonstration, Kundgebung) betitelte Veranstaltungen, mittels der die vier Künstler ihrer strikten Weigerung, durch ihre Kunst eine Botschaft zu vermitteln oder eine Gefühlsregung hervorzurufen, sowie ihrer radikale Ablehnung jeglicher künstlerischer Ideologie Ausdruck gaben und den gesamten Kunstbetrieb in Frage stellten.

## Werk
Als Burens Markenzeichen gelten Streifen unterschiedlicher Farbe, die exakt 8,7 cm breit und auf unterschiedlichsten Formen und Materialien aufgebracht sind, so zum Beispiel bei einer Aktion für die Ausstellung Position - Proposition mit der Galerie Konrad Fischer in Düsseldorf im Jahre 1968 auf einem Bauzaun. Buren arbeitet vorwiegend im öffentlichen Raum, erhält aber auch Aufträge von internationalen Institutionen zu raumgreifenden Installationen.
Weitere Arbeiten Burens sind der Fußboden im Hauptbahnhof Wolfsburg oder das begehbare Kunstwerk Les Deux Plateaux (1985/1986) mit 266 Säulenstümpfen unterschiedlicher Höhe im Ehrenhof des Palais Royal (Paris); auch im LWL-Landesmuseum für Kunst und Kulturgeschichte in Münster befinden sich Werke des Künstlers. Von Buren stammt die Gestaltung der Haltestellen der Linie 2 der Straßenbahn in Mülhausen im Elsass, die 2006 in Betrieb ging. 2013 gestaltete Buren das mit 301,8 m höchste Bauwerk Sachsens, den Schornstein des Heizkraftwerkes Chemnitz, farblich. In Lyon schuf er auf dem Boden des Place des Terreaux ein Raster aus Quadraten, Wasser und Licht. In Bilbao gewann er mit seinem 2007 ausgeführten Werk Arcos rojos / Arku gorriak (Rote Bögen) den Wettbewerb zur besseren Einbeziehung der Puente La Salve in das Gesamtkonzept des Guggenheim-Museum Bilbao.
2010 wurden im Haus der Kunst in München in der Konzeptkunst-Ausstellung Weniger ist mehr zwölf große frühe Streifenbilder des Künstlers aus den siebziger Jahren gezeigt. In der Synagoge (Stommeln) in Stommeln zeigte er 2010 Multiplikationen durch Spiegelungen des Innenraums. 2011 fand in der Kunsthalle Baden-Baden die Ausstellung Daniel Buren. Allegro Vivace statt. Anlässlich der 5. Monumenta 2012 tauchte er den Grand Palais in Paris mittels hunderter farbiger Kreise in ein unwirkliches Licht. 2016/17 versah er einzelne Teilflächen der zwölf Segel darstellenden Glasdächer der Fondation Louis Vuitton mit jeweils einer Farbe sowie mit grau-weißen Streifen. 2022/23 gestaltete er unter dem Titel Comme tombées du ciel, les couleurs in situ et en mouvement den Bahnhof Liège-Guillemins in Lüttich zum temporären Kunstwerk um.

## Auszeichnungen
- 2005: Ordre des Arts et des Lettres (Komtur)[8]
- 2007: Praemium Imperiale

## Schriften
- »Achtung!«. Texte 1967–1991. Hrsg. von Gerti Fietzek und Gudrun Inboden, mit einem Vorwort von Gudrun Inboden. Verlag der Kunst, Dresden u. a. 1995, ISBN 3-364-00313-0 (= FUNDUS-Band, 129).
- Les Cadres Décadres Travaux Situés. Dokumente unserer Zeit – Band XXXVI. Text von Klaus Bußmann. Mainz 2007, ISBN 978-3-926663-36-8.
- Two Exploded Cabins For A Dialog – Encore des Carrés. Dokumente unserer Zeit – Band XXXXV. Text von Beate Reifenscheid. Mainz 2012, ISBN 978-3-926663-45-0.